# 八葉寺
八葉寺（はちようじ）は、福島県会津若松市にある真言宗の寺院。山号は諸陵山。会津総菩提所、会津高野山などの別名をもつ。

## 概要
康保元年（964年）に空也上人がこの地を訪れた際、阿弥陀仏と経典を納めた堂宇を建立したことが始まりとされる。阿弥陀堂は、天正17年（1589年）に伊達政宗によって焼き討ちにあったが、その後文禄年間（1592~96年）に再建された。
境内は、阿弥陀堂を本堂とし、右に十王堂、左に空也上人像を安置する空也堂があり、奥に奥之院がある。ほかに境内には、仁王門、空也清水、鐘楼があり、寺名の由来となった、かつて八葉の蓮があったとされる池「閼伽井（あかい）」がある。
阿弥陀堂は、桁行3間、梁間3間、屋根は単層茅葺で入母屋造、妻入。1904年に旧古社寺保存法に基づき特別保護建造物に指定され、1950年の文化財保護法施行後は重要文化財となっている。

## 冬木沢参り
福島県会津地方では、毎年、盆前の8月1日から7日までの期間、この八葉寺に死者の供養のため参詣する「冬木沢参り」という習俗が広く見られる。家族が死亡したら、死者の初盆を迎える前に家族や親族が故人の歯、骨、爪、毛髪などを持参し、木製の小型納骨塔婆や納骨器に納め八葉寺に奉納する。
この習俗は、冬木沢参りの習俗として国の記録作成等の措置を講ずべき無形の民俗文化財に選択されており、奉納された文禄年間からの14,824点の小型納骨塔婆及び納骨器は、八葉寺奉納小型納骨塔婆及び納骨器として国の重要有形民俗文化財に指定されている。また、毎年8月5日に境内の空也堂前で奉納される空也念仏踊は、福島県の重要無形民俗文化財に指定されている。

## 文化財
- 重要文化財（国指定）　八葉寺阿弥陀堂 - 明治37年（1904年）2月18日指定
- 記録作成等の措置を講ずべき無形の民俗文化財（国選択）　冬木沢参りの習俗 -  平成11年（1999年）12月3日選択毎年お盆前の8月1日から7日に行われる。別名、会津高野山参り。
- 重要有形民俗文化財（国指定）　八葉寺奉納小型納骨塔婆及び納骨器 -  昭和56年（1981年）4月22日指定
- 福島県指定重要無形民俗文化財　空也念仏踊 - 昭和47年（1972年）4月7日指定　毎年8月5日に奉納される。
- 会津若松市指定有形文化財（考古資料）　観応の碑（1353年） - 昭和45年（1970年）6月8日指定